# موریس آرشامبو
موریس آرشامبو (فرانسوی: Maurice Archambaud‎; ۳۰ اوت ۱۹۰۶ – ۳ دسامبر ۱۹۵۵) دوچرخه‌سوار اهل فرانسه بود.